# Marmorerpeton
Marmorerpeton — вимерлий рід доісторичних вихідних саламандр, що жив в Європі протягом середнього юрського періоду. Одна из самих ранніх серед відомих саламандр, і, ймовірно, старша, ніж Karaurus. Припускається, що це був неотенічний організм, виходячи з деяких морфологічних ознак і наявності скам'янілого хряща в мозці його плечової кістки.
Розмір його остеоцитичних пустот припускає, що цим організмам був притаманний великий геном (C-значення близько 36.7 pg, з 95%-ним довірчим інтервалом, від 30.2 до 44.2 pg), хоча й не такий великий, як, повинен би бути у неотенічних urodeles. Цим припускається, що, можливо, мала місце факультативна неотенія.

## Виноски
1. ↑  Marmorerpeton. The Paleobiology Database. Архів оригіналу за 17 жовтня 2012. Процитовано 13 червня 2010.
2. ↑  Marjanovic, D.; Laurin, M. (2014). An updated paleontological timetree of lissamphibians, with comments on the anatomy of Jurassic crown-group salamanders (Urodela). Historical Biology. 26 (4): 535—550. doi:10.1080/08912963.2013.797972.
3. ↑  Fossil record. University of Bristol. Архів оригіналу за 29 лютого 2012. Процитовано 13 червня 2010. [Архівовано 2012-02-29 у Wayback Machine.]
4. ↑  Fraser, Nicholas C.; Sues, Hans-Dieter (28 серпня 1997). In the shadow of the dinosaurs: early Mesozoic tetrapods. Cambridge University Press. с. 16. ISBN 0-521-45899-4. Архів оригіналу за 3 січня 2014. Процитовано 26 червня 2015.
5. ↑  Evans, S. E.; Milner, A. R.; Mussett, F. (1988). The earliest known salamanders (Amphibia, Caudata): a record from the Middle Jurassic of England. Geobios. 21 (5): 539—552. doi:10.1016/s0016-6995(88)80069-x. Архів оригіналу за 24 вересня 2015. Процитовано 26 червня 2015.
6. ↑  de Buffrénil, V.; Canoville, A.; Evans, S. E.; Laurin, M. (2015). Histological study of karaurids, the oldest known (stem) urodeles. Historical Biology. 27 (1): 109—114. doi:10.1080/08912963.2013.869800.
7. ↑  Laurin, M.; Canoville, A.; Struble, M.; Organ, C.; de Buffrénil, V. (2015). Early genome size increase in urodeles. Comptes Rendus Palevol. Архів оригіналу за 24 вересня 2015. Процитовано 26 червня 2015.